# Hideko Mizuno
Hideko Mizuno (水野英子) (Shimonoseki, Yamaguchi, 29 de outubro de 1939) é uma mangaka japonesa especializada no estilo shōjo.

## Carreira
Iniciou a carreira como assistente do famoso mangaka Osamu Tezuka. Sua estreia foi em 1956 com o mangá Akakke Pony. Seu primeiro trabalho de sucesso foi White Troika, publicado em 1963 pela revista Margaret.

Mizuno é mais reconhecida por Fire! (1969-1971, seu mangá de mais sucesso, e por Honey Honey no Suteki na Bouken, que foi adaptada para anime.

## Prêmios
- 1969 - 15º Shogakukan Manga Award - Fire![2]
- 2010 - 39º Prêmio da Associação de Cartunistas Japoneses - Educação e ministro do Prêmio Ciência (por seu trabalho de vida).[3]